# W. L. Golightly
Pour les articles homonymes, voir Golightly.
William Leslie "Crip" Golightly (19 février 1900-3 septembre 1974) est un entraîneur de basket-ball universitaire américain.

## Texas Tech
Golightly entraîne le Texas Tech Matadors (en) (aujourd'hui les Red Raiders) durant la saison 1930-31. Il sert ensuite comme entraîneur adjoint durant les années 1930.